# Nephrodium odontoloma
Nephrodium odontoloma là một loài thực vật có mạch trong họ Dryopteridaceae. Loài này được (T. Moore) C. Hope miêu tả khoa học đầu tiên năm 1903.